# Monasterio Donskói
El Monasterio Donskói (en ruso: Донско́й монасты́рь, romanizado: Donskói monastýr) es un importante monasterio de Moscú, fundado en 1591 en conmemoración de la liberación de Moscú de la amenaza de una invasión del Kan Ğazı II Giray de Crimea. El monasterio, que dominaba la carretera hacia Crimea, estaba destinado a defender los accesos meridionales al Kremlin de Moscú.

## Historia

### Periodo moscovita

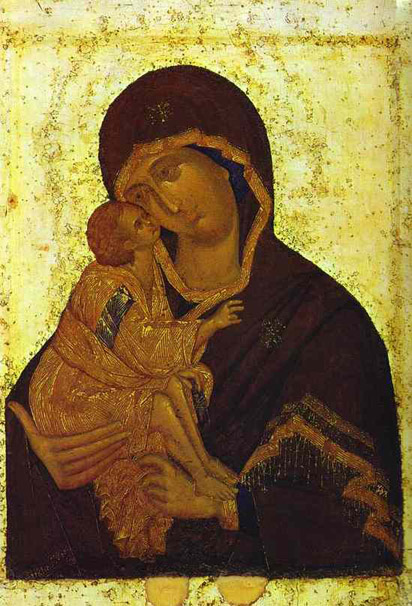
Nuestra Señora del Don, de Teófanes el Griego.

El monasterio fue construido en el lugar donde antes se encontraba la fortaleza móvil de Borís Godunov y la iglesia de campaña de Sergio de Rádonezh con el icono de Nuestra Señora del Don de Teófano el Griego. Cuenta la leyenda que Dmitri Donskói llevó este icono consigo a la batalla de Kulikovo en 1380. Los tártaros se marcharon sin luchar y fueron derrotados durante su retirada.
Al principio el claustro era bastante pobre y sólo contaba con unos pocos monjes. En 1629, el Monasterio Donskói poseía 20 tierras baldías y 16 hogares campesinos (20 campesinos en conjunto). En la conocida en la historiografía rusa como Época de la Inestabilidad, el edificio fue saqueado.
En 1612, fue tomada durante un día por el comandante polaco-lituano Jan Karol Chodkiewicz (en el marco de la guerra polaco-moscovita). En 1618, tuvo lugar la batalla del Monasterio Donskói que enfrentó a la caballería del Zarato moscovita contra con cosacos zaporogos de Petró Konashévych-Sahaidachny  (en), que terminó con la victoria cosaca, aliados a los polacos de Vladislao IV.
A mediados del siglo XVII, el monasterio se anexó al Monasterio de San Andrés. Sin embargo, en 1678 se restableció su independencia y el claustro recibió ricas donaciones, entre ellas más de 1.400 hogares campesinos. En 1683, el Monasterio Donskói fue elevado al nivel de archimandrita y recibió 20 desiatinas (una unidad arcaica rusa, equivalente a 1,09 hectáreas) de los pastizales cercanos. Los monasterios de Vidogoschski, Zhizdrinski, Sharovkin y Zheleznoborovski fueron unidos al Monasterio Donskói entre 1683 y 1685.

### Periodo imperial
Desde 1711, la bóveda de la Gran Catedral se utilizó para los entierros de los batonishvili georgianos de la familia Bagrationi y de los duques mingrelianos de la familia Dadiani.
En 1724, los monjes y las propiedades del Monasterio de San Andrés fueron transferidos al Monasterio Donskói. En 1739, ya poseía 880 hogares con 6716 campesinos, 14 molinos de viento y algunas pesquerías. En 1747, las autoridades quisieron trasladar la Academia Greco-Latina Eslava al Monasterio Donskói, pero el claustro se limitó a pagar los salarios del personal académico con su propio tesoro.
El arzobispo Ambrosio (Zertis-Kamensky) fue asesinado dentro de los muros del monasterio durante los disturbios de la peste en 1771. En 1812, el ejército francés saqueó el Monasterio Donskói, antes de lo cual sus objetos más valiosos habían sido trasladados a Vólogda. Habían 48 monjes y 2 novicios en el monasterio en 1917.

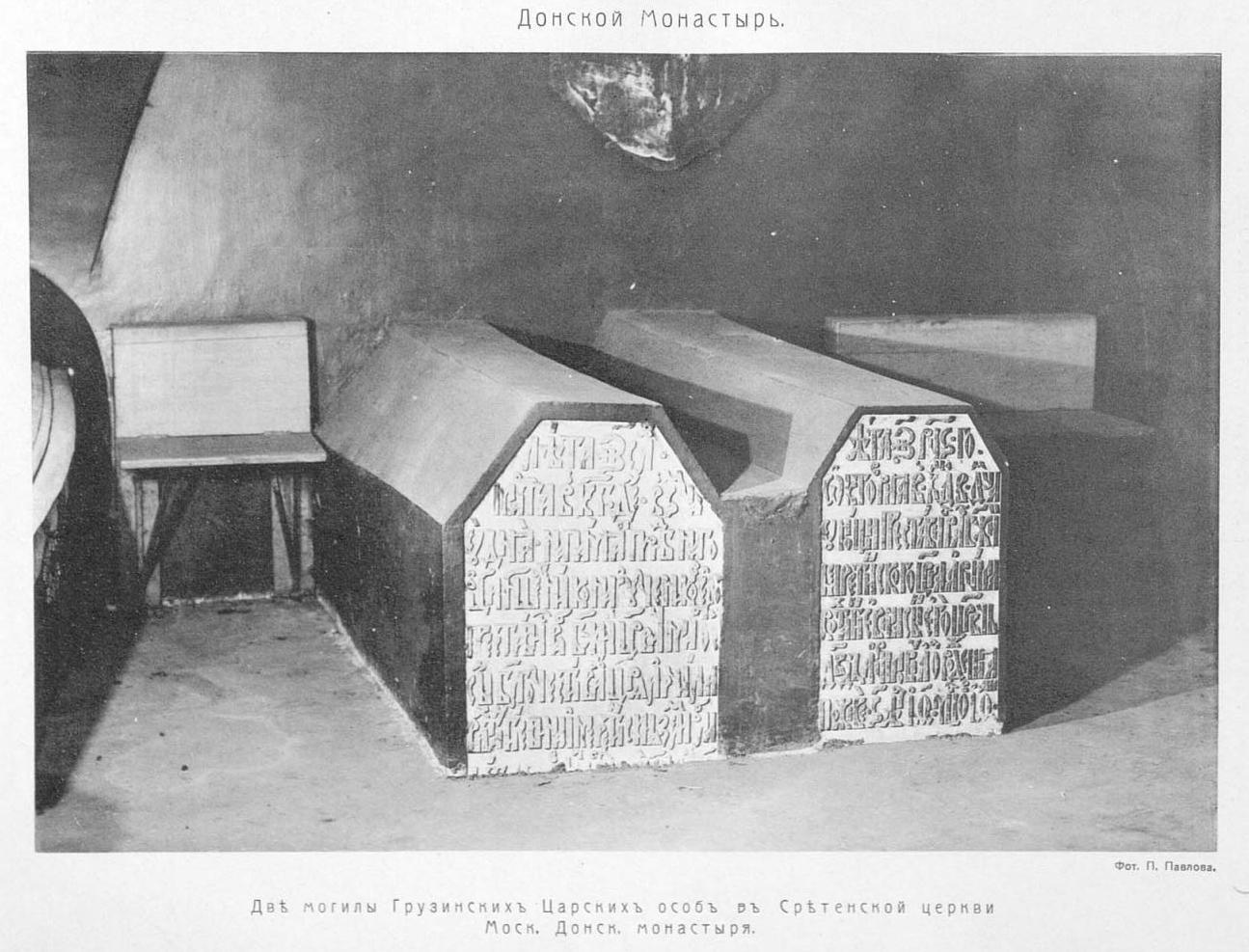
La cripta de Bagrationi contiene los restos de Archil de Imericia y Vajushti de Kartli.

Después de la Revolución de Octubre, el Monasterio Donskói fue cerrado. Entre 1922 y 1925, después de su arresto, el Patriarca Tijon estuvo detenido en este claustro. Eligió permanecer en este monasterio después de su liberación. Las reliquias de San Tijon fueron descubiertas después de su canonización en 1989. Se exponen a la veneración en la Gran Catedral en verano y en la Catedral Vieja en invierno.
Las autoridades soviéticas trasladaron al Monasterio Donskói los restos de muchos monasterios y catedrales que habían destruido o utilizado para otros fines. Los objetos procedían de diversos lugares de la capital soviética: la dinamitada Catedral de Cristo Salvador, la Iglesia de San Nicolás el Taumaturgo en Stolpý, la Iglesia de la Asunción en la calle Pokrovka, la Torre Sújarev y otras.
En 1924, una parte de las instalaciones del Monasterio Donskói fueron ocupadas por una colonia penal para niños. Un uso más notorio fue el entierro sin marcar de aquellos que fueron fusilados e incinerados por la policía secreta entre 1934 y la década de 1950. Sólo después de 1985 se pudieron identificar definitivamente los restos de enterramientos sin marcar.
Después de la disolución de la Unión Soviética y el establecimiento de la Federación de Rusia, el Monasterio fue devuelto a la Iglesia ortodoxa rusa en 1992. Durante los siguientes diez años se compilaron listas completas de aquellos enterrados en el cementerio del monasterio y otros lugares dentro y alrededor de la capital rusa.

## Arquitectura
Cuando se fundó el monasterio, Borís Godunov colocó personalmente la primera piedra de su catedral, consagrada en 1593 a la santa imagen de Nuestra Señora del Don. Esta diminuta estructura, bastante típica del reinado de Godunov, tiene una única cúpula que corona tres niveles de zakomara. En la década de 1670, se añadieron dos anexos simétricos y un refectorio que conducía a un campanario con carpa. Su iconostasio, realizado en 1662, adornaba antiguamente una de las iglesias de Moscú demolidas por los comunistas. Entre 1930 y 1946, la catedral estuvo cerrada y albergó una fábrica.
La Catedral Nueva (o Grande), también dedicada a la Virgen del Don, se inició en 1684 como iglesia votiva de la zarevna Sofía Alekséievna. Tras caer en desgracia, su construcción se financió con donaciones privadas. Los albañiles y artesanos fueron invitados desde Ucrania, lo que explica algunas de las características inusuales de la catedral. Por primera vez en Moscú, las cinco cúpulas fueron dispuestas según los cuatro ángulos de la Tierra (según la costumbre ucraniana). Los viejos creyentes se sintieron ofendidos por esto y llamaron a la catedral «El Altar del Anticristo». Ocho niveles de su ornamentado iconostasio barroco fueron tallados por maestros del Kremlin entre 1688 y 1698. La pieza central del iconostasio es una copia de la Virgen del Don, pintada a mediados del siglo XVI. Los frescos de la catedral son los primeros en Moscú pintados por un extranjero. Fueron ejecutados por el italiano Antonio Claudio entre 1782 y 1785.
Después de que el monasterio perdió su importancia defensiva, sus muros fueron remodelados en estilo barroco moscovita rojo y blanco, que recuerda al Monasterio de Novodévichi. Entre 1686 y 1711 se levantaron ocho torres cuadradas y cuatro circulares con coronas de color rojo sangre. Las Puertas Santas del monasterio (1693) están coronadas por la iglesia de Tijvin (1713-1714), famosa por su reja de hierro forjado. Entre 1730 y 1753 se erigió un alto campanario sobre las puertas occidentales según diseños a veces atribuidos a Pietro Antonio Trezzini.

## Galería

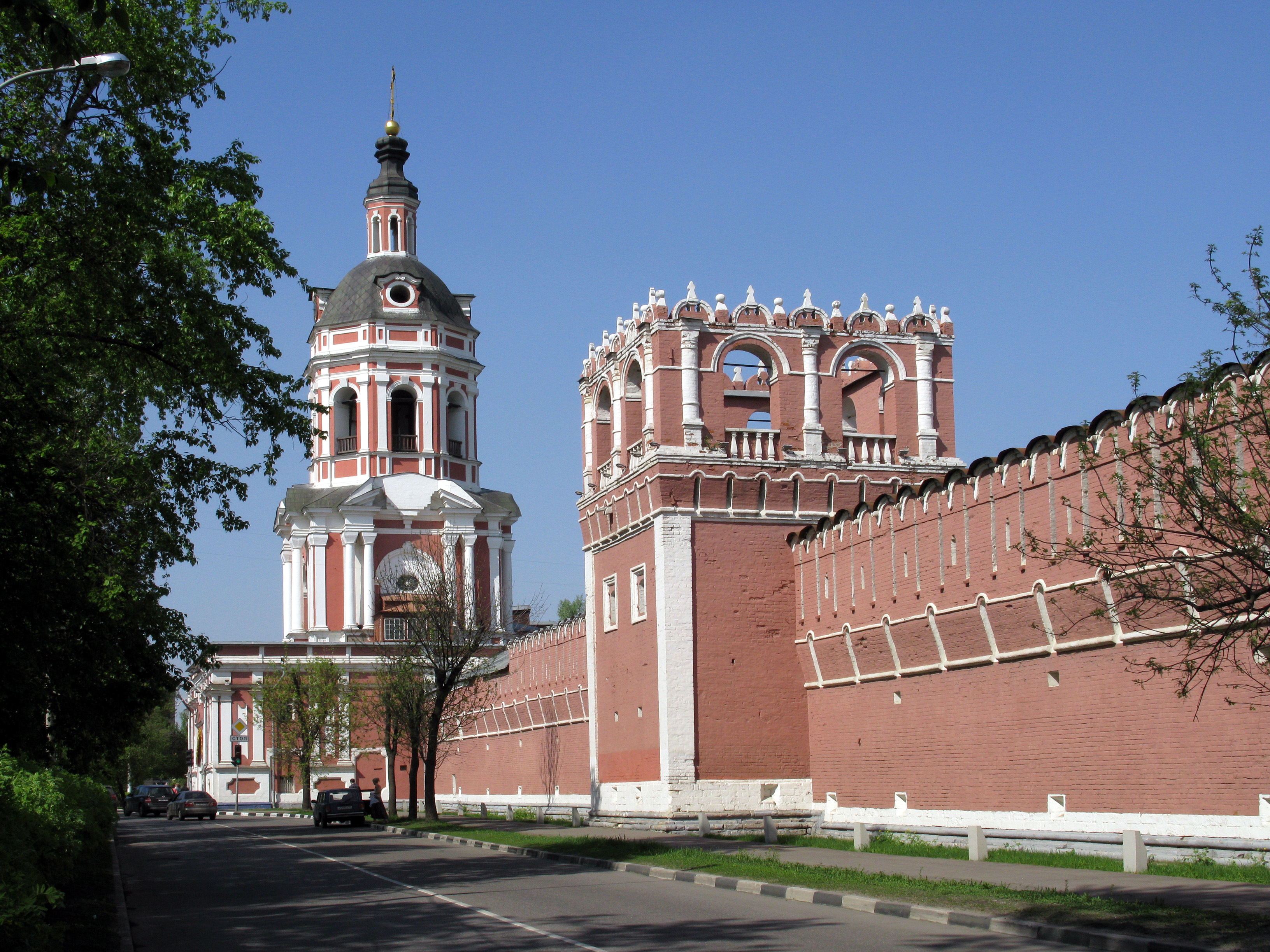
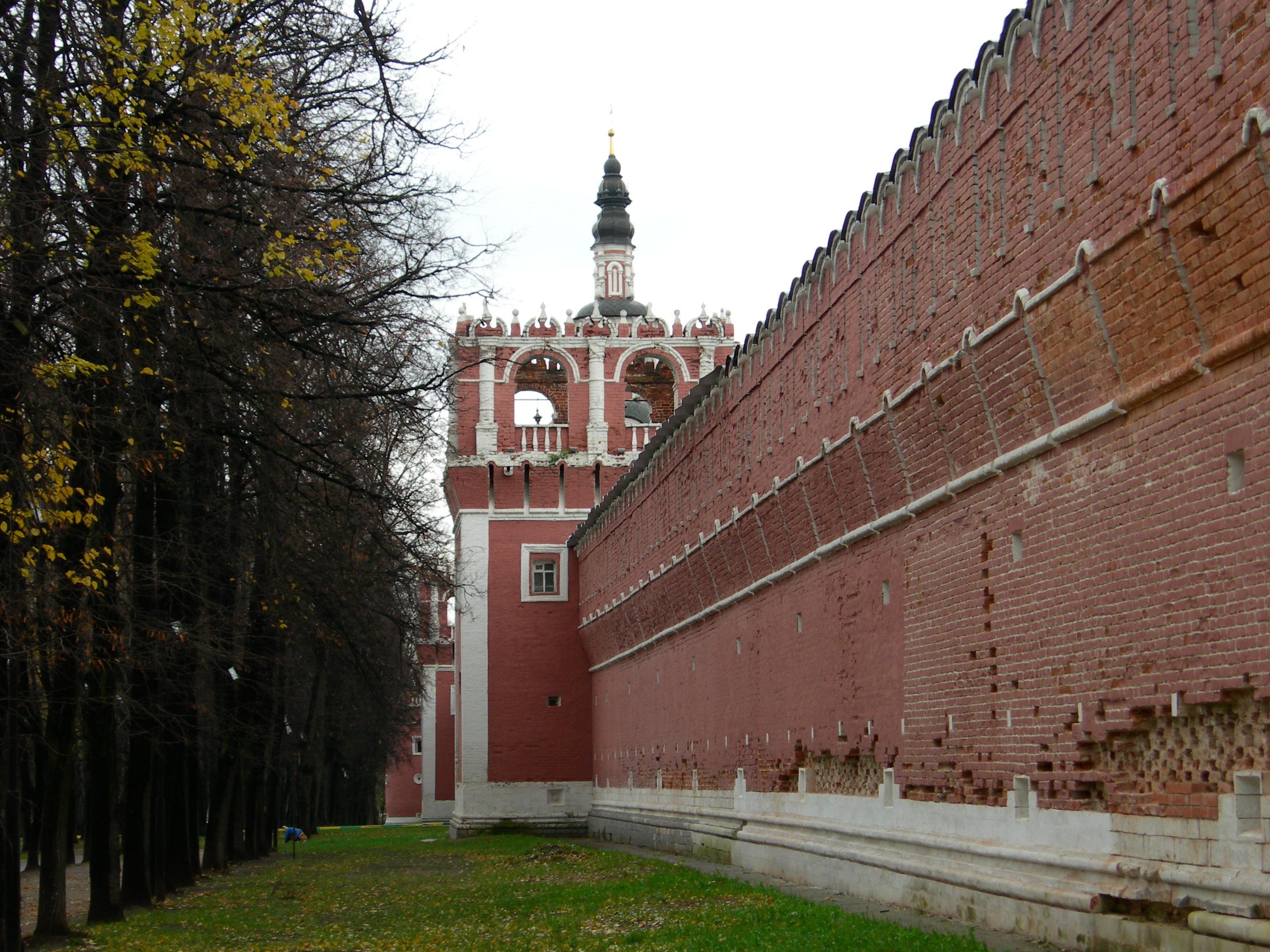
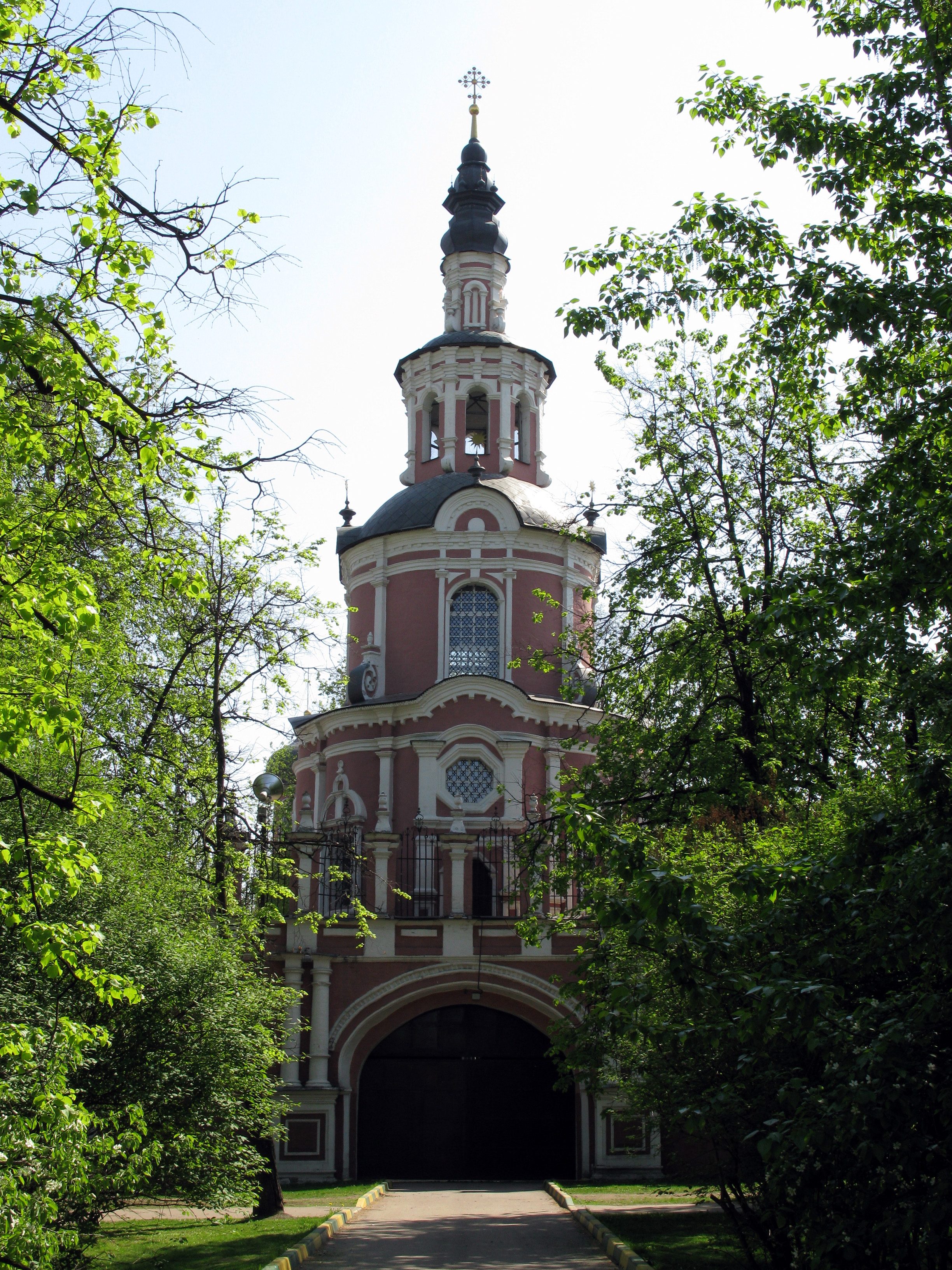
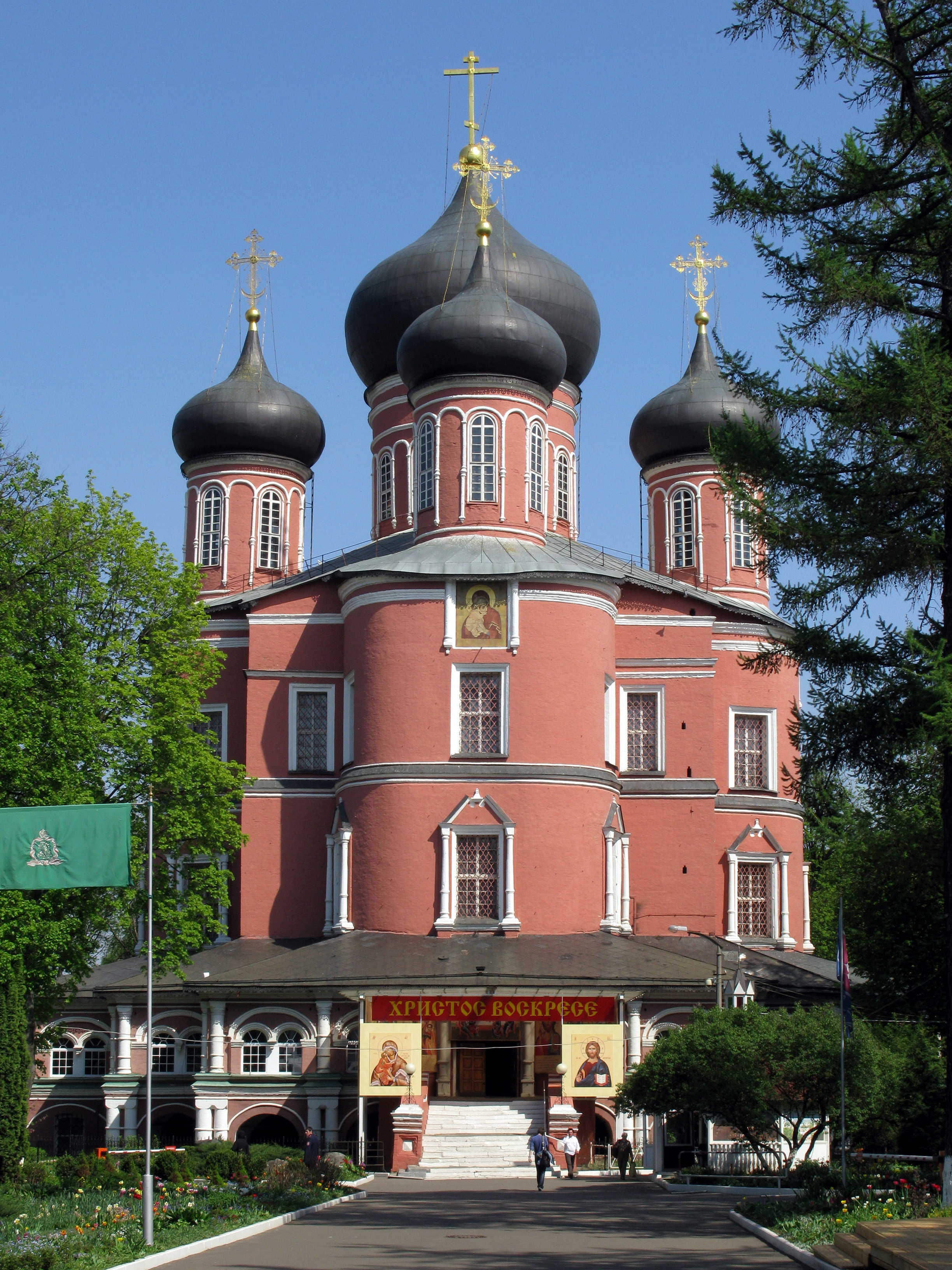
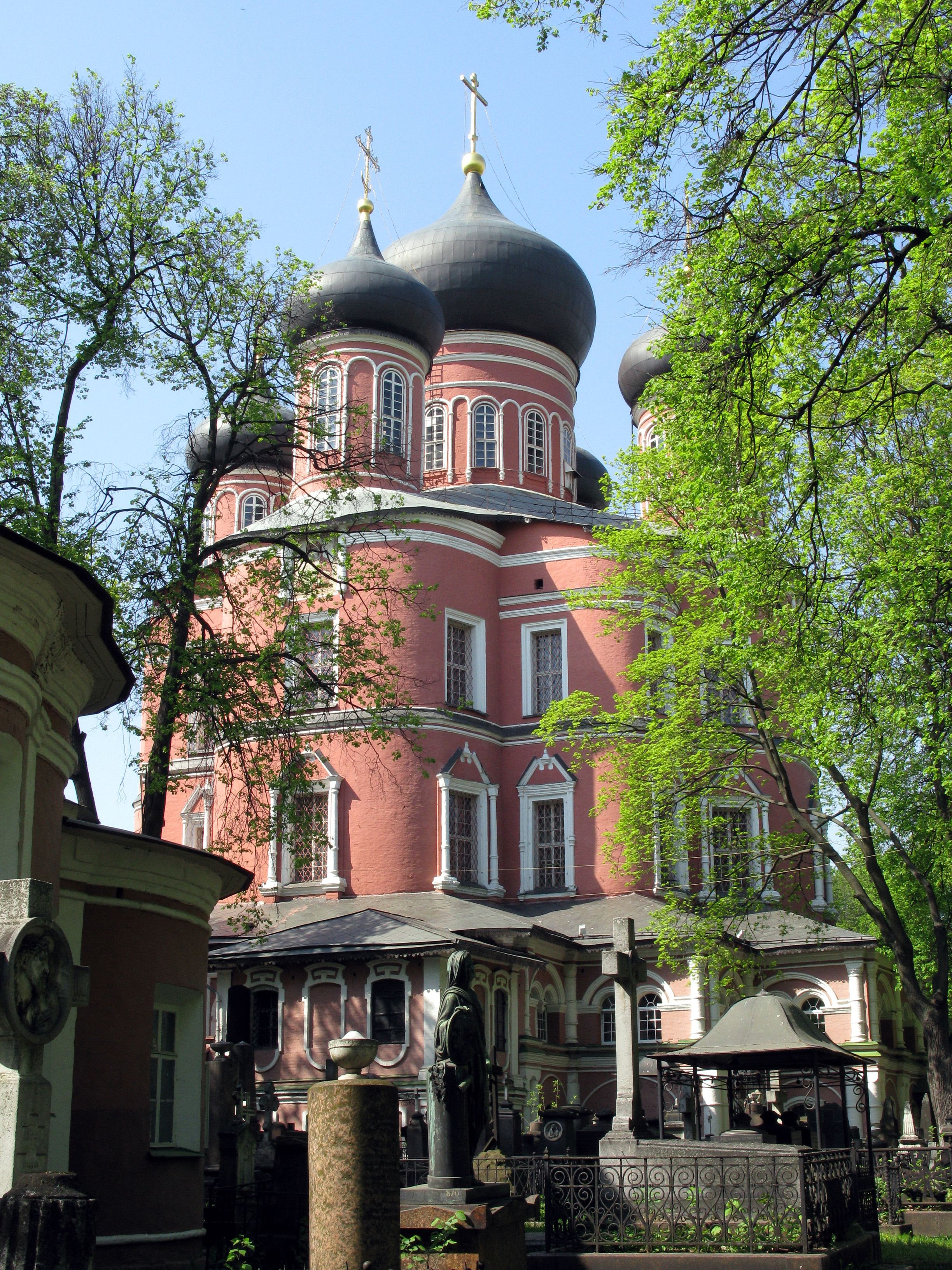
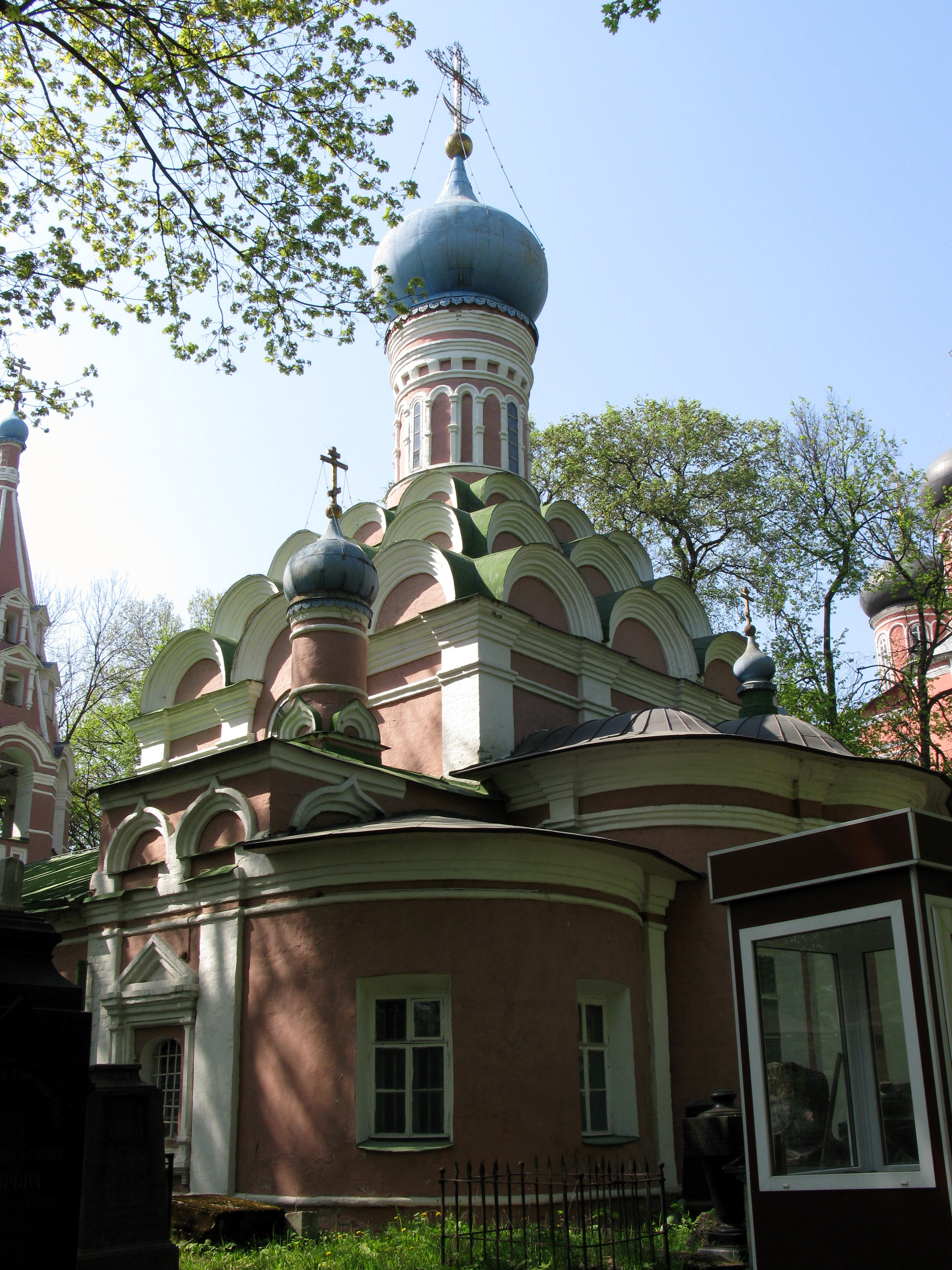
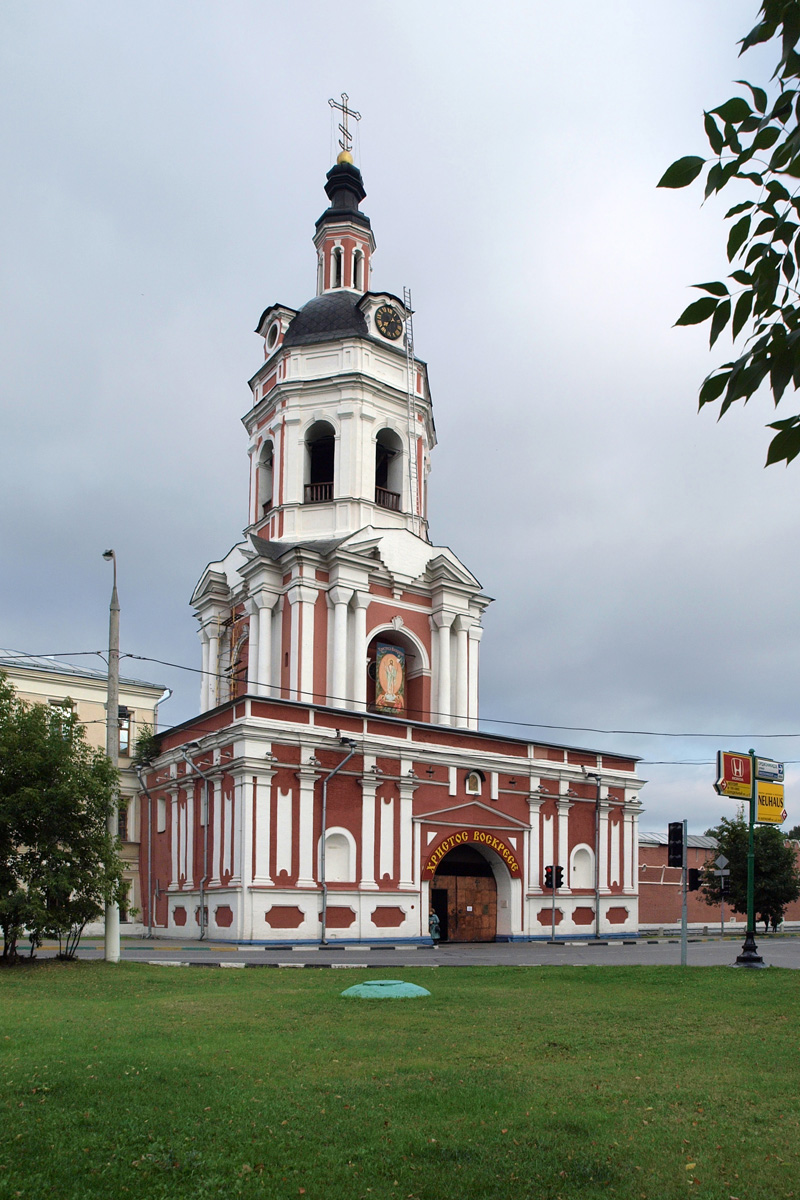
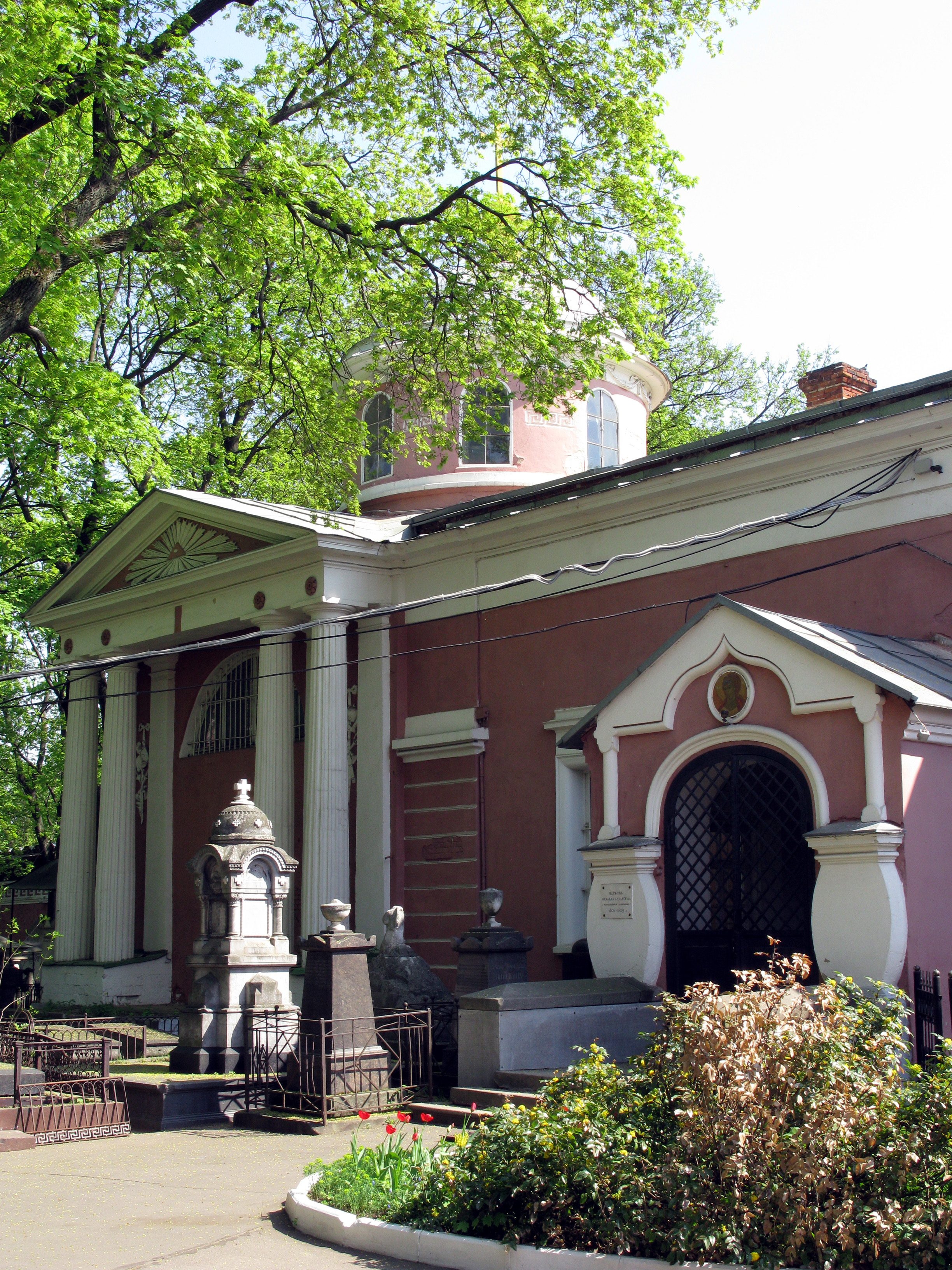
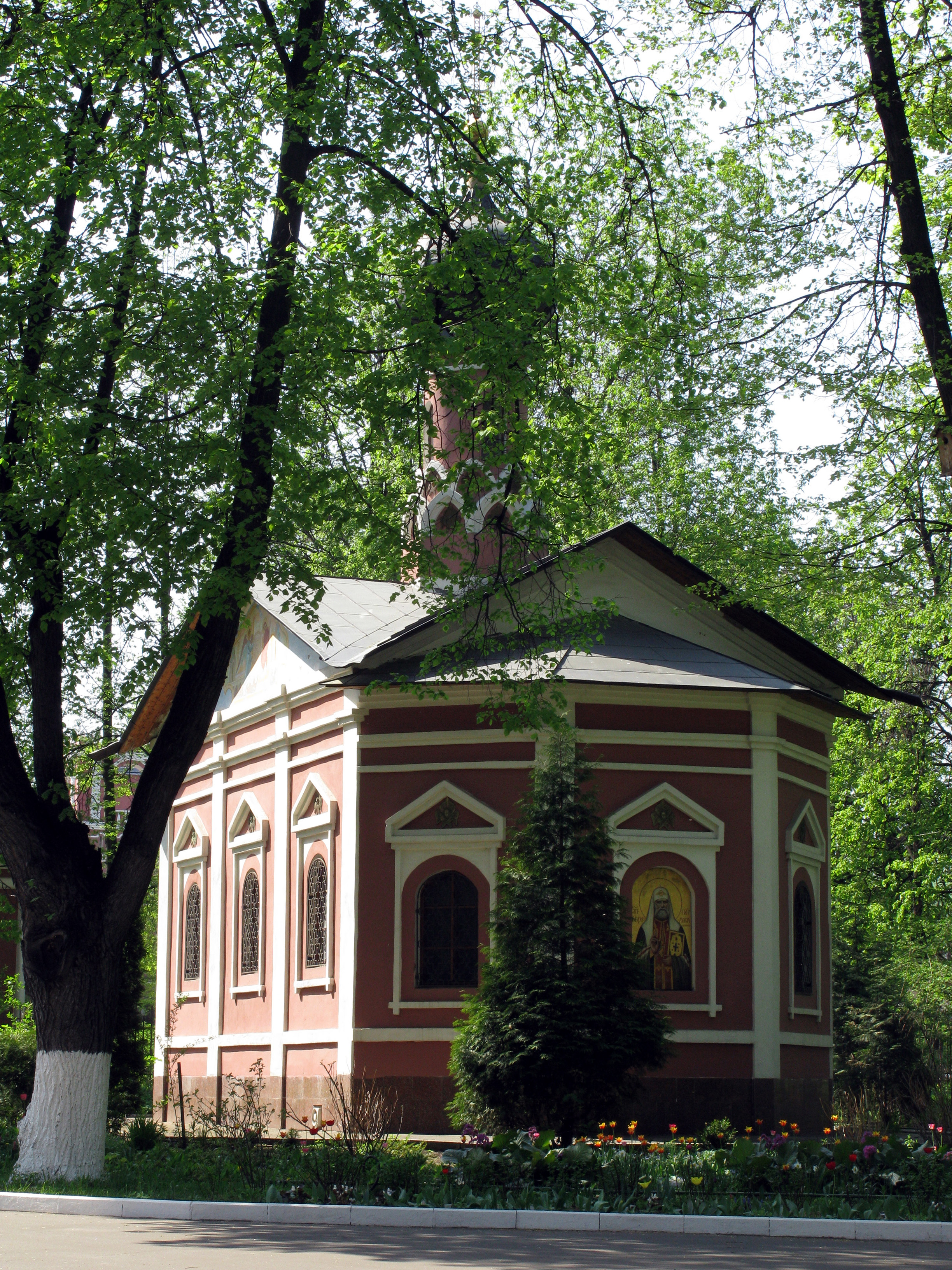

## Necrópolis

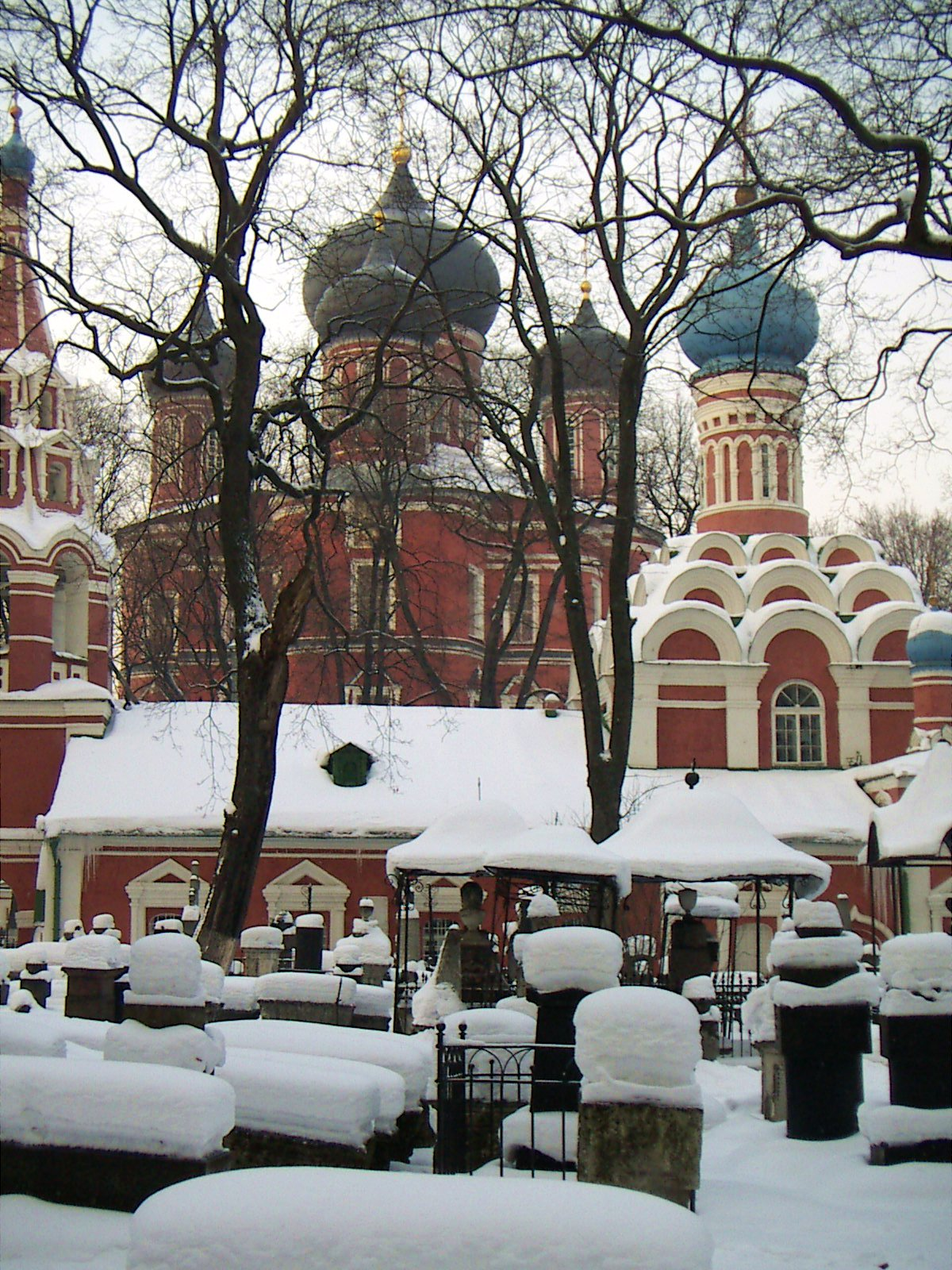
Antigua necrópolis del Monasterio Donskói.

Varias familias de la alta aristocracia eligieron el monasterio Donskói como ubicación de sus criptas. La iglesia de Alejandro de Svir, por ejemplo, fue construida entre 1796 y 1798 como sepulcro del príncipe Zúbov. Los príncipes Golitsin fueron enterrados en la Iglesia del Arcángel (1714-1809), mientras que la Iglesia de San Juan Crisóstomo (1881-1891) marca el panteón de la familia Pervushin.
La antigua necrópolis en la parte sureste del monasterio es notable por sus tumbas ornamentadas, realizadas por algunos de los mejores escultores rusos. Marcan las tumbas de los poetas Mijaíl Jeráskov y Aleksandr Sumarókov, los filósofos Piotr Chaadáyev e Iván Ilyín, los historiadores Mijaíl Scherbátov y Vasili Kliuchevski, el crítico Vladímir Odóyevski, el arquitecto Osip Bové, el pintor Vasili Perov, el conde y cortesano Aleksandr Dmítriev-Mamónov, la notoria asesina Daria Saltykova y el aviador Nikolái Zhukovski. Tijon de Moscú está enterrado debajo del antiguo Katholikón. Algunas de las tumbas fueron trasladadas por las autoridades soviéticas al Museo de Arquitectura Schúsev, donde ahora nadie puede verlas.
Como en la antigua necrópolis del interior del monasterio no había enterrados comunistas, los familiares de algunos blancos rusos notables decidieron trasladar sus restos desde los cementerios extranjeros al Monasterio Dónskoi. Entre las personas notables enterradas de nuevo de esta manera se encuentran Iván Shmeliov (2000), Vladímir Kápel (2007), Antón Denikin (2005) e Iván Ilyín (2005). El disidente soviético Aleksandr Solzhenitsyn también pidió ser enterrado allí, en lugar de en el cementerio Novodévichi, con sus asociaciones comunistas.
En 2010, se inauguró una nueva y gran necrópolis justo fuera de los muros del monasterio. Contiene tres fosas comunes con las cenizas cremadas de prisioneros políticos ejecutados durante la Gran Purga de Iósif Stalin.